# Sozialer Wirkungskredit
Der Soziale Wirkungskredit (SWK), oder auch Social Impact Bond (vorwiegend in Großbritannien), Pay for Success Bond (Vereinigte Staaten) und Social Benefit Bond (Australien), ist ein Politik- und Finanzierungsinstrument, bei dem soziale Dienstleistungen privat vorfinanziert und im Erfolgsfall öffentlich rückvergütet werden. Hierzu bilden öffentliche Verwaltung, private Vorfinanzierer und Sozialdienstleister eine Wirkungspartnerschaft, die von einem Intermediär gemanagt und von einem Gutachter evaluiert wird. Die Rückzahlung hängt vom Erfolg der sozialen Maßnahme ab.

## Funktionsweise
Der Soziale Wirkungskredit ist im Grunde eine Multistakeholder-Partnerschaft, die verschiedene Akteure zusammenbringt, um hartnäckige soziale Probleme zu lösen: die öffentliche Hand, Intermediäre, Investoren, Sozialdienstleister und Gutachter (oftmals aus der  Wissenschaft). Der SWK beruht dabei auf zwei Säulen: Einem Vertrag zwischen öffentlicher Hand und einem Intermediär. Hierin wird ein klar definiertes Wirkziel vereinbart und ein Vergütungsmechanismus bei Zielerreichung festgelegt. Basierend auf dem Vertragswerk schaffen die Akteure einen funktionalen Wirkungskreis, der sich in vier Abschnitte unterteilt:
1. Vorfinanzierung durch private (zumeist philanthropische) Kapitalgeber
2. Leistungserbringung durch soziale Dienste und Unternehmen
3. Evaluation durch einen unabhängigen Gutachter, und
4. Kapitalrückfluss von der öffentlichen Hand an die Vorfinanzierer – allerdings nur bei Zielerreichung.

Zuerst investieren private Geldgeber (zumeist aus dem Stiftungsbereich) Kapital, um eine erfolgversprechende Sozialdienstleistung über mehrere Jahre vorzufinanzieren. Jene Leistung wird entweder von einem oder gemeinsam von mehreren sozialen Diensten beziehungsweise Unternehmen erbracht. Die Finanzierung ihrer jeweiligen Dienstleistung(en) ist für den gesamten Vertragszeitraum, in der Regel zwischen drei und fünf Jahren, mit besserer finanzieller Ausstattung als in herkömmlichen Finanzierungsmodellen vorab und vollständig gesichert. Ein unabhängiger Gutachter prüft, ob das vorgegebene Wirkziel erreicht worden ist. Ist dies der Fall, erhalten die Investoren ihr eingesetztes Kapital inklusive einer Rendite von der öffentlichen Hand zurück (Refinanzierung). „Gemanagt“ wird der Wirkungskreis durch einen Intermediär, der eine zentrale Rolle einnimmt.

## Weltweite Verbreitung
Einer der Pioniere des Sozialen Wirkungskredits war der britische Geschäftsmann und Investor Sir Ronald Cohen. Der erste Social Impact Bond wurde im September 2010 im Gefängnis von Peterborough durch die Organisation Social Finance UK initiiert. Damit wurden Serviceleistungen für Entlassene mit kurzen Haftstrafen finanziert, um somit die Rückfallquote zu senken.
Seitdem wurden weltweit 26 Modellprojekte unter anderem in Großbritannien, den Vereinigten Staaten, Belgie,n Österreich und den Niederlanden gestartet. Insgesamt widmen sich 14 der 26 Sozialen Wirkungskredite der Integration von NEETs in den Arbeitsmarkt. Sieben SWKs fokussieren darauf, das leibliche und seelische Wohl von Kindern und Jugendlichen zu verbessern, drei Modellprojekte suchen eine bessere, gesellschaftliche Reintegration von Straftätern zu erreichen, das österreichische Projekt widmete sich der Verringerung von Armut und Ausgrenzung von Frauen mit Gewalterfahrung, und ein SWK hat sich zum Ziel gesetzt, die Zahl von Obdachlosen im Großraum London zu senken. Der Wirkmechanismus kann bislang jedoch nur beispielhaft belegt werden. Allerdings zeigt der weltweit erste Pilotversuch im englischen Peterborough nach Anlaufschwierigkeiten positive Ergebnisse. So konnte die Rate an erneuten Verurteilungen bei Kurzzeitstraftäterinnen und -straftätern im Vergleich zur Kontrollgruppe um 8,4 Prozent gesenkt werden. Das österreichische Pilotprojekt PERSPEKTIVE:ARBEIT ist nach drei Jahren Laufzeit am 31. August 2018 zu Ende gegangen. Auch wenn das vorgegebene Ziel von Vermittlung der gewaltbetroffenen Frauen in eine Beschäftigung mit einem Jahresbruttogehalt von mindestens 19.500 Euro ganz knapp verfehlt wurde und so die Kosten ausschließlich von den Stiftungen getragen werden, sind die Erfolge beachtlich: 311 Frauen und 430 Kinder haben von diesem Angebot profitiert und wurden auf dem Weg in eine sichere Zukunft unterstützt. Mehr als 180 Frauen fanden am ersten Arbeitsmarkt Beschäftigung und rund 30 haben mit Ausbildungen und Qualifizierungen den Grundstein für ihre berufliche Integration gelegt.
Das erste deutsche erfolgreiche Modellprojekt ist 2013 unter dem Namen „eleven Augsburg“ gestartet und wurde 2016 abgeschlossen. Die Projektpartner haben mit dem Land Bayern einen Vertrag geschlossen, nach dem mindestens 20 Jugendliche und junge Erwachsene aus der Region Augsburg, die sich weder in Beschäftigung noch in Aus- oder Weiterbildung befinden und bislang nicht adressiert werden konnten, in Ausbildung oder Arbeit gebracht werden sollen.

## Potenziale
Der Mehrwert des SWK liegt darin, dass er die Wirksamkeit sozialer Dienstleistungen mit Einsparungen für öffentliche Einrichtungen verbindet und zugleich die höheren Durchführungskosten intensiver (in der Regel präventiver) Ansätze zunächst auf externe Geldgeber auslagert. Somit ermöglicht der SWK, dass Bedürftigen vorausschauender, zielgruppengerechter, intensiver – und somit wirksamer – als bei herkömmlichen Maßnahmen geholfen wird. Das Potenzial des SWK offenbart sich bei einem Vergleich der Maßnahme- und Folgekosten unterschiedlicher Hilfsangebote. Intensive Leistungen mögen zwar kurzfristig teurer sein. Indem sie aber eine höhere Wirkung erzielen, verhindern sie, dass sich durch Ketten zunehmend teurer werdender Maßnahmen nach und nach immense Folgekosten akkumulieren.
So amortisieren sich die anfänglich hohen Aufwendungen im Vergleich zu bestehenden Ansätzen über die Zeit. Eben jener Gesamtkostenvergleich wird durch den SWK gefördert. Gleichzeitig lagert der Wirkungskredit die Durchführungskosten der intensiven/präventiven Dienstleistung zunächst an externe Investoren aus. Denn nur, wenn sich die Einsparungen von Folgekosten auch tatsächlich für die öffentliche Hand einstellen und diese letztlich die Durchführungskosten übersteigen, findet ein Kapitalrückfluss an den Vorfinanzierer statt. Somit schafft die jeweilige öffentliche Einrichtung nicht nur einen messbaren Mehrwert für Bedürftige, sondern spart durch die erfolgreiche Maßnahme auch Kosten ein.
Ein Policy Brief der stiftung neue verantwortung weist auf fünf zentrale Adressatengruppen für einen SWK hin, bei denen sowohl signifikante Einsparpotenziale als auch neuartige Wirkungsansätze ausgemacht werden konnten: Gefährdete Kinder/Familien, gefährdete Jugendliche, Grundsicherungsempfängerinnen und -empfänger, Pflegebedürftige und psychisch Erkrankte.

## Herausforderungen
Den Potenzialen stehen gleichzeitig nicht unbeträchtliche Herausforderungen gegenüber. Zuallererst müssen die zu erzielenden Einsparungen der öffentlichen Hand so hoch ausfallen, dass die entstehenden Kosten inklusive der im Erfolgsfall zu zahlenden Rendite kompensiert werden. Gleichzeitig müssen die Einsparungen in der Laufzeit des SWK anfallen, die abhängig vom konkreten Vorhaben zwischen zwei und acht Jahren dauern kann. Dies ist in der frühkindlichen Bildung oder etwa der vorschulischen Sprachförderung kaum zu realisieren, weil sich Einsparungen bisweilen erst nach zehn Jahren oder später einstellen.
Um Wirkung zu erfassen, müssen zunächst Wirkungsziel und Zielgruppe festgelegt werden. Hier ergeben sich meist Schwierigkeiten, denn solche Ziele können nur über Erfolgskennzahlen (Key Performance Indicators, KPI) dargestellt werden, das heißt, sie müssen sowohl mess- als auch quantifizierbar sein. Die Qualität vieler Sozialdienstleistungen, wie etwa der ambulanten oder stationären Altenpflege, lässt sich jedoch schwer bestimmen. Zugleich verlangt ein veritabler Wirkungsnachweis Attribuierbarkeit. Dies bedeutet, dass klar ersichtlich werden muss, dass das erzielte Ergebnis auch tatsächlich auf die vorgenommene Intervention zurückgeführt werden kann. Allerdings sind viele Sozialunternehmen und -dienste in der freien Wohlfahrt mit den Instrumentarien und Techniken der Wirkungsmessung nicht ausreichend vertraut.
Es stellt sich auch die Frage, wer die Kosten für die Wirkungsmessung trägt und diese Kosten vorfinanziert. Eine Wirkungsmessung, die wissenschaftlichen Kriterien entspricht, verursacht einen teils erheblichen Aufwand, so wird häufig zusätzliches Personal benötigt, das das Projekt hinreichend dokumentiert. Für den Finanzierer besteht (analog zu herkömmlichen Investments) das Risiko eines teilweisen oder vollumfänglichen Verlusts, sollte das vereinbarte Ziel nicht erreicht werden.